# Табіят Шамія
Табіят Шамія (англ. Tabiyet Shamiyeh, араб. طابية شامية) — поселення у Сирії, що складає численну сирійську арабську общину в нохії Мухасан, яка входить до складу мінтаки Дайр-ез-Заур у східній сирійській мухафазі Дайр-ез-Заур.